# Drew Hutchison
Andrew Scott Hutchison (ur. 22 sierpnia 1990) – amerykański baseballista występujący na pozycji miotacza.

## Kariera zawodnicza
Hutchison został wybrany w 2009 roku w piętnastej rundzie draftu przez Toronto Blue Jays i początkowo występował w klubach farmerskich tego zespołu, między innymi w New Hampshire Fisher Cats, reprezentującym poziom Double-A. W Major League Baseball zadebiutował 21 kwietnia 2012 w meczu przeciwko Kansas City Royals, w którym zaliczył pierwsze w karierze zwycięstwo.
W swoim jedenastym starcie w spotkaniu z Philadelphia Phillies, doznał kontuzji łokcia, która wykluczyła go z gry do końca sezonu. W sezonie 2013 rozegrał 10 meczów w MiLB.
6 maja 2014 w meczu międzyligowym z Philadelphia Phillies zaliczył pierwsze odbicia w MLB (dwa single). Dziesięć dni później w spotkaniu z Texas Rangers zanotował pierwszy w MLB complete game shutout.
W sierpniu 2016 w ramach wymiany zawodników przeszedł do Pittsburgh Pirates.